# 어서와~ 한국은 처음이지?
《어서와~ 한국은 처음이지?》는 MBC 에브리원에서 방송되는 텔레비전 프로그램이다.

## 방송 개요
한국에 체류하는 외국인 방송인들이 모국에 있는 친구들을 초대해 난생 처음으로 한국을 여행하면서 벌어지는 이야기다. 한국에 처음 와본 외국인들의 시선을 통해 우리가 몰랐던 한국을 새롭게 그려내는 신개념 여행 리얼리티 프로그램이다.

## 방송 시간
| 방송 채널    | 방송 기간                        | 방송 시간          | 비고   |
| MBC 에브리원 |                                  |                    |        |
| ------------ | -------------------------------- | ------------------ | ------ |
| MBC 에브리원 | 2017년 6월 1일~2017년 6월 15일   | 목요일 밤 8시 30분 | 파일럿 |
| MBC 에브리원 | 2017년 7월 27일~2018년 3월 8일   | 목요일 밤 8시 30분 | 시즌 1 |
| MBC 에브리원 | 2018년 5월 10일~2021년 7월 1일   | 목요일 밤 8시 30분 | 시즌 2 |
| MBC 에브리원 | 2021년 9월 2일~2022년 6월 30일   | 목요일 밤 8시 30분 | 시즌 2 |
| MBC 에브리원 | 2021년 7월 8일~2021년 8월 26일   | 목요일 밤 8시      | 시즌 2 |
| MBC 에브리원 | 2024년 11월 7일~2025년 1월 2일   | 목요일 밤 8시      | 리부트 |
| MBC 에브리원 | 2022년 7월 7일~2023년 11월 9일   | 목요일 밤 8시 30분 | 리부트 |
| MBC 에브리원 | 2024년 1월 18일~2024년 10월 31일 | 목요일 밤 8시 30분 | 리부트 |
| MBC 에브리원 | 2025년 1월 9일 ~ 현재            | 목요일 밤 8시 30분 | 리부트 |
| MBC 에브리원 | 2023년 11월 16일~2024년 1월 11일 | 목요일 밤 8시 10분 | 리부트 |
| MBC 에브리원 | 2025년 3월 20일                  | 목요일 밤 9시      | 리부트 |

## 진행자

### 현재 MC
| 시즌       | 이름          | 기간                           | 참고 |
| ---------- | ------------- | ------------------------------ | ---- |
| 4 (리부트) | 김준현        | 2018년 5월 10일~2021년 7월 1일 |      |
| 4 (리부트) | 김준현        | 2022년 7월 7일~현재            |      |
| 4 (리부트) | 이현이        | 2022년 7월 7일~현재            |      |
| 4 (리부트) | 알베르토 몬디 | 2018년 5월 10일~현재           |      |

### 과거 MC
| 시즌   | 이름          | 기간                             | 참고      |
| ------ | ------------- | -------------------------------- | --------- |
| 파일럿 | 김준현        | 2017년 6월 1일~2017년 6월 15일   |           |
| 파일럿 | 딘딘          | 2017년 6월 1일~2017년 6월 15일   |           |
| 파일럿 | 신아영        | 2017년 6월 1일~2017년 6월 15일   |           |
| 1      | 김준현        | 2017년 7월 27일~2018년 3월 8일   | 정규 편성 |
| 1      | 딘딘          | 2017년 7월 27일~2018년 3월 8일   | 정규 편성 |
| 1      | 신아영        | 2017년 7월 27일~2018년 3월 8일   | 정규 편성 |
| 1      | 알베르토 몬디 | 2017년 7월 27일~2018년 3월 8일   | 정규 편성 |
| 2      | 딘딘          | 2018년 5월 10일~2021년 7월 1일   | 정규 편성 |
| 2      | 박지민        | 2020년 10월 29일~2021년 7월 1일  | 정규 편성 |
| 2      | 신아영        | 2018년 5월 10일~2020년 10월 22일 | 정규 편성 |
| 2      | 도경완        | 2021년 7월 8일~2022년 6월 30일   | 정규 편성 |
| 2      | 장도연        | 2021년 9월 2일~2022년 6월 30일   | 정규 편성 |

### 스페셜 MC
| 시즌       | 이름        | 기간                                                     | 참고               |
| ---------- | ----------- | -------------------------------------------------------- | ------------------ |
| 1          | 후지이 미나 | 2017년 9월 28일~2017년 10월 12일 (시즌 1 10회~12회)      | 신아영 불참        |
| 2          | 조승연      | 2018년 9월 27일~2018년 10월 18일 (시즌 2 54회~57회)      | 알베르토 몬디 불참 |
| 2          | 별          | 2019년 4월 11일~2019년 5월 2일 (시즌 2 82회~85회)        | 딘딘 불참          |
| 2          | 수잔 샤키야 | 2019년 9월 5일~2019년 9월 26일 (시즌 2 103회~106회)      | 알베르토 몬디 불참 |
| 4 (리부트) | 럭키        | 2024년 8월 22일~2024년 8월 29일 (시즌 3 361회~362회)     | 알베르토 몬디 불참 |
| 4 (리부트) | 니퍼트      | 2025년 7월 24일 ~ 2025년 8월 14일 (시즌 4 409회 ~ 412회) |                    |
| 4 (리부트) | 미정        |                                                          |                    |

## 역대 게스트

### 파일럿
- 알베르토 몬디 (파일럿 1회 ~ 3회)

### 시즌 1
- 크리스티안 부르고스 (시즌 1 1회 ~ 4회)
- 다니엘 린데만 (시즌 1 5회 ~ 9회)
- 유지나 스웨틀라나 (시즌 1 10회 ~ 12회)
- 럭키 (시즌 1 13회 ~ 16회)
- 페트리 칼리올라 (시즌 1 17회 ~ 20회)
- 로빈 데이아나 (시즌 1 21회 ~ 24회
- 제임스 후퍼 (시즌 1 25회 ~ 28회)
- 제주도 편 특집 (시즌 1 29회 ~ 33회)

### 시즌 2
- 장민 (시즌 2 34회 ~ 37회)
- 알렉스 맞추켈리 (시즌 2 38회 ~ 41회)
- 아비가일 알데레떼 (시즌 2 42회 ~ 45회)
- 수잔 샤키야 (시즌 2 46회 ~ 49회)
- 이동준 (시즌 2 50회 ~ 53회)
- 알파고 시나씨 (시즌 2 54회 ~ 57회)
- 블레어 윌리엄스 1편 (시즌 2 58회 ~ 61회)
- 우메이마 파티흐 (시즌 2 62회 ~ 65회)
- 제이콥 미넬 (시즌 2 66회 ~ 69회)
- 페트리 칼리올라 (시즌 2 70회 ~ 73회)
- 프셰므스와브 크롬피에츠 (시즌 2 74회 ~ 77회)
- 타차라 롱프라서드 (시즌 2 78회 ~ 81회)
- 제르손 알레한드로 카스티요 리바스 (시즌 2 82회 ~ 85회)
- 저스틴 하비 (시즌 2 86회 ~ 89회)
- 야닉 (시즌 2 90회 ~ 94회)
- 데이비드 우드워스 (시즌 2 95회 ~ 97회)
- 블레어 윌리엄스 2편 (시즌 2 98회 ~ 101회)
- 파이브 세컨즈 오브 서머 (5 Seconds Of Summer) (시즌 2 102회)
- 존 록 & 맥 록( 미국 국적 게스트가 웨일스 친구 초대) (시즌 2 103회 ~ 106회)
- 호쿤 (시즌 2 107회 ~ 110회)
- 닐 스미스 (시즌 2 111회 ~ 114회)
- 그레이스 수베르비 (시즌 2 115회 ~ 118회)
- 알라베르디 (시즌 2 119회 ~ 122회)
- 크리스티안 할드 박헐스 (시즌 2 122회 ~ 125회)
- 모세 (시즌 2 126회 ~ 130회)
- 줄리안 퀸타르트 (시즌 2 131회 ~ 134회)

### 특별판 (한국살이 편)
- 한국살이 특집 (135회 ~ 250회)

### 시즌 3 (리부트)
- 플로리안 크라프 (시즌 3 251회 ~ 255회)
- 새미 라샤드 (시즌 3 256회 ~ 259회)
- 마틴 (시즌 3 260회 ~ 263회)
- 앤디 (시즌 3 264회 ~ 268회)
- 케이디 (시즌 3 269회 ~ 271회)
- 데이비드 (시즌 3 272회 ~ 276회)
- 파브리치오 페라리 (시즌 3 277회 ~ 280회)
- 에반 (시즌 3 281회 ~ 284회)
- 팀 (시즌 3 285회 ~ 288회)
- 호르헤 (시즌 3 289회 ~ 292회)
- 필립 (시즌 3 293회 ~ 296회)
- 크리스티안 부르고스 (시즌 3 297회 ~ 300회)
- 앤디 (시즌 3 301회 ~ 305회)
- 데이비드 오설리번 (시즌 3 306회 ~ 309회)
- 존 록 & 맥 록 ( 미국 국적 게스트가 웨일스 친구 초대) (시즌 3 310회 ~ 312회)
- 이바일로 (시즌 3 313회 ~ 316회)
- 다니엘 (시즌 3 317회 ~ 321회)
- 포르피리오 가족 (시즌 3 322회 ~ 325회)
- 조이 알브라이트 (시즌 3 326회 ~ 329회)
- 샘 라이더 (시즌 3 330회)
- 네이든 (시즌 3 331회 ~ 334회)
- 라스무스 (시즌 3 335회 ~ 339회)
- 프란체스코 (시즌 3 340회 ~ 343회)
- 카니 (시즌 3 344회 ~ 348회)
- 토미 (시즌 3 349회 ~ 352회)
- 알렉산드로스 장 (시즌 3 353회 ~ 356회)
- &  &  앨런 워커 (시즌 3 357회)
- 베네딕트 (시즌 3 358회 ~ 362회)

### 시즌 4 (리부트)
- 김준현, 알베르토 (시즌 4 363회 ~ 365회 특집편)
- 진선규 ( 대한민국 국적 게스트가 브라질 친구 초대) (시즌 4 366회 ~369회)
- &  알렉시 & 파울로 (시즌 4 370회 ~ 371회 특집편)
- 제이컵 (시즌 4 372회 ~ 375회)
- &  조셉 리저우드 (시즌 4 376회~ 377회 연말투어 1탄)
- &  파브리치오 페라리 (시즌 4 378회 ~ 380회 연말투어 2탄)
- 외스테인 일행 (시즌 4 381회 ~ 388회)
- 맥스 (시즌 4 386회 ~ 390회)
- 피터 (시즌 4 391회 ~ 394회)
- 미구엘 (시즌 4 395회 ~ 398회)
- 라스무스 (시즌4 399회 ~ 405회)
- 밋치 크레이그 (시즌 4 406회 ~ 408회)
- 에르코  (시즌 4 409회 ~ 412회)
- 라이언 와이스 (시즌4 413회 ~ )

## 결방 및 편성변경

### 2024년
- 3월 21일 :《어서와~ 한국은 처음이지?》 꽃보다 덴마크 스폐셜 편성 및 결방

### 2025년
- 3월 20일 : 8시 30분에서 9시 로 시간변경

## 시청률
최저 시청률과 최고 시청률은 시청률 조사회사와 지역별로 시청률에 차이가 있을 수 있습니다.

### 2017년
| #                 | 회차   | 회차  | 방송일    | AGB 시청률 | TNmS 시청률 |
| #                 | 전체   | 개별  | 방송일    | AGB 시청률 | TNmS 시청률 |
| ----------------- | ------ | ----- | --------- | ---------- | ----------- |
| 파일럿 (이탈리아) | 제1회  | 제1회 | 6월 1일   | 0.8%       | -           |
| 파일럿 (이탈리아) | 제2회  | 제2회 | 6월 8일   | 1.1%       | 1.1%        |
| 파일럿 (이탈리아) | 제3회  | 제3회 | 6월 15일  | 2.061%     | 2.1%        |
| 1시즌             |        |       |           |            |             |
| 1 (멕시코)        | 제1회  | 1회   | 7월 27일  | 1.1%       | 1.4%        |
| 1 (멕시코)        | 제2회  | 2회   | 8월 3일   | 1.567%     | 1.6%        |
| 1 (멕시코)        | 제3회  | 3회   | 8월 10일  | 1.482%     | 1.7%        |
| 1 (멕시코)        | 제4회  | 4회   | 8월 17일  | 1.621%     | 1.6%        |
| 2 (독일)          | 제5회  | 1회   | 8월 24일  | 2.443%     | 2.7%        |
| 2 (독일)          | 제6회  | 2회   | 8월 31일  | 3.003%     | 2.9%        |
| 2 (독일)          | 제7회  | 3회   | 9월 7일   | 3.240%     | 3.1%        |
| 2 (독일)          | 제8회  | 4회   | 9월 14일  | 3.536%     | 3.6%        |
| 2 (독일)          | 제9회  | 5회   | 9월 21일  | 2.825%     | 3.4%        |
| 3 (러시아)        | 제10회 | 1회   | 9월 28일  | 3.033%     | 2.7%        |
| 3 (러시아)        | 제11회 | 2회   | 10월 5일  | 2.213%     | 2.4%        |
| 3 (러시아)        | 제12회 | 3회   | 10월 12일 | 2.069%     | 2.3%        |
| 4 (인도)          | 제13회 | 1회   | 10월 19일 | 3.010%     | 2.7%        |
| 4 (인도)          | 제14회 | 2회   | 10월 26일 | 2.400%     | 2.8%        |
| 4 (인도)          | 제15회 | 3회   | 11월 2일  | 2.822%     | 2.3%        |
| 4 (인도)          | 제16회 | 4회   | 11월 9일  | 3.267%     | 3.2%        |
| 5 (핀란드)        | 제17회 | 1회   | 11월 16일 | 3.250%     | 2.8%        |
| 5 (핀란드)        | 제18회 | 2회   | 11월 23일 | 4.514%     | 4.4%        |
| 5 (핀란드)        | 제19회 | 3회   | 11월 30일 | 4.805%     | 5.0%        |
| 5 (핀란드)        | 제20회 | 4회   | 12월 7일  | 4.241%     | 4.9%        |
| 6 (프랑스)        | 제21회 | 1회   | 12월 14일 | 3.700%     | 3.9%        |
| 6 (프랑스)        | 제22회 | 2회   | 12월 21일 | 3.525%     | 4.3%        |
| 6 (프랑스)        | 제23회 | 3회   | 12월 28일 | 3.613%     | 2.9%        |
| 6 (프랑스)        | 2018년 |       |           |            |             |
| 6 (프랑스)        | 제24회 | 4회   | 1월 4일   | 3.460%     | 3.7%        |

### 2018년
| #            | 회차   | 회차  | 방송일    | AGB 시청률 | TNmS 시청률 |
| #            | 전체   | 개별  | 방송일    | AGB 시청률 | TNmS 시청률 |
| 1시즌        | 1시즌  | 1시즌 | 1시즌     | 1시즌      | 1시즌       |
| ------------ | ------ | ----- | --------- | ---------- | ----------- |
| 7 (영국)     | 제25회 | 1회   | 1월 11일  | 4.040%     | 4.0%        |
| 7 (영국)     | 제26회 | 2회   | 1월 18일  | 4.294%     | 4.9%        |
| 7 (영국)     | 제27회 | 3회   | 1월 25일  | 5.110%     | 5.1%        |
| 7 (영국)     | 제28회 | 4회   | 2월 1일   | 5.072%     | 5.8%        |
| 8 (제주도)   | 제29회 | 1회   | 2월 8일   | 4.342%     | 4.9%        |
| 8 (제주도)   | 제30회 | 2회   | 2월 15일  | 2.658%     | 2.4%        |
| 8 (제주도)   | 제31회 | 3회   | 2월 22일  | 3.266%     | 3.4%        |
| 8 (제주도)   | 제32회 | 4회   | 3월 1일   | 4.522%     | 4.7%        |
| 8 (제주도)   | 제33회 | 5회   | 3월 8일   | 4.245%     | 4.1%        |
| 2시즌        |        |       |           |            |             |
| 1 (스페인)   | 제1회  | 1회   | 5월 10일  | 2.307%     | 2.9%        |
| 1 (스페인)   | 제2회  | 2회   | 5월 17일  | 2.374%     | 2.4%        |
| 1 (스페인)   | 제3회  | 3회   | 5월 24일  | 3.257%     | 3.7%        |
| 1 (스페인)   | 제4회  | 4회   | 5월 31일  | 2.968%     | 3.0%        |
| 2 (스위스)   | 제5회  | 1회   | 6월 7일   | 3.011%     | 3.3%        |
| 2 (스위스)   | 제6회  | 2회   | 6월 14일  | 3.493%     | 4.0%        |
| 2 (스위스)   | 제7회  | 3회   | 6월 21일  | 4.304%     | 3.3%        |
| 2 (스위스)   | 제8회  | 4회   | 6월 28일  | 2.938%     | 2.9%        |
| 3 (파라과이) | 제9회  | 1회   | 7월 5일   | 3.392%     | 3.1%        |
| 3 (파라과이) | 제10회 | 2회   | 7월 12일  | 4.022%     | 3.3%        |
| 3 (파라과이) | 제11회 | 3회   | 7월 19일  | 3.827%     | 3.2%        |
| 3 (파라과이) | 제12회 | 4회   | 7월 26일  | 3.194%     | 3.5%        |
| 4 (네팔)     | 제13회 | 1회   | 8월 2일   | 3.301%     | 3.0%        |
| 4 (네팔)     | 제14회 | 2회   | 8월 9일   | 3.598%     | 3.6%        |
| 4 (네팔)     | 제15회 | 3회   | 8월 16일  | 3.466%     | 3.3%        |
| 4 (네팔)     | 제16회 | 4회   | 8월 23일  | 2.874%     | 2.8%        |
| 5 (미국)     | 제17회 | 1회   | 8월 30일  | 3.358%     | 3.3%        |
| 5 (미국)     | 제18회 | 2회   | 9월 6일   | 3.428%     | 3.4%        |
| 5 (미국)     | 제19회 | 3회   | 9월 13일  | 3.524%     | 3.5%        |
| 5 (미국)     | 제20회 | 4회   | 9월 20일  | 3.615%     | 3.6%        |
| 6 (터키)     | 제21회 | 1회   | 9월 27일  | 3.053%     | 3.0%        |
| 6 (터키)     | 제22회 | 2회   | 10월 4일  | 3.179%     | 3.1%        |
| 6 (터키)     | 제23회 | 3회   | 10월 11일 | 3.459%     | 3.4%        |
| 6 (터키)     | 제24회 | 4회   | 10월 18일 | 3.459%     | 3.4%        |
| 7 (호주)     | 제25회 | 1회   | 10월 25일 | 3.844%     | 3.8%        |
| 7 (호주)     | 제26회 | 2회   | 11월 1일  | 5.361%     | 4.3%        |
| 7 (호주)     | 제27회 | 3회   | 11월 8일  | 5.512%     | 4.7%        |
| 7 (호주)     | 제28회 | 4회   | 11월 15일 | 4.683%     | 4.2%        |
| 8 (모로코)   | 제29회 | 1회   | 11월 22일 | 3.749%     | 3.4%        |
| 8 (모로코)   | 제30회 | 2회   | 11월 29일 | 4.367%     | 4.0%        |
| 8 (모로코)   | 제31회 | 3회   | 12월 6일  | 3.575%     | 3.2%        |
| 8 (모로코)   | 제32회 | 4회   | 12월 13일 | 3.337%     | 3.2%        |
| 9 (스웨덴)   | 제33회 | 1회   | 12월 20일 | 2.972%     | 3.0%        |
| 9 (스웨덴)   | 제34회 | 2회   | 12월 27일 | 4.038%     | 4.0%        |
| 9 (스웨덴)   | 2019년 |       |           |            |             |
| 9 (스웨덴)   | 제35회 | 3회   | 1월 3일   | 3.582%     | 3.6%        |
| 9 (스웨덴)   | 제36회 | 4회   | 1월 10일  | 3.380%     | 3.4%        |

### 2019년
| #                      | 회차   | 회차  | 방송일    | AGB 시청률 | TNmS 시청률 |
| #                      | 전체   | 개별  | 방송일    | AGB 시청률 | TNmS 시청률 |
| 2시즌                  | 2시즌  | 2시즌 | 2시즌     | 2시즌      | 2시즌       |
| ---------------------- | ------ | ----- | --------- | ---------- | ----------- |
| 10 (핀란드)            | 제37회 | 1회   | 1월 17일  | 4.898%     | 4.9%        |
| 10 (핀란드)            | 제38회 | 2회   | 1월 24일  | 3.881%     | 3.9%        |
| 10 (핀란드)            | 제39회 | 3회   | 1월 31일  | 4.126%     | 4.1%        |
| 10 (핀란드)            | 제40회 | 4회   | 2월 7일   | 3.759%     | 3.8%        |
| 11 (폴란드)            | 제41회 | 1회   | 2월 14일  | 4.417%     | 3.7%        |
| 11 (폴란드)            | 제42회 | 2회   | 2월 21일  | 3.887%     | 3.4%        |
| 11 (폴란드)            | 제43회 | 3회   | 2월 28일  | 2.968%     | 2.5%        |
| 11 (폴란드)            | 제44회 | 4회   | 3월 7일   | 3.463%     | 3.0%        |
| 12 (태국)              | 제45회 | 1회   | 3월 14일  | 3.209%     | 2.9%        |
| 12 (태국)              | 제46회 | 2회   | 3월 21일  | 3.013%     | 2.7%        |
| 12 (태국)              | 제47회 | 3회   | 3월 28일  | 3.029%     | 3.0%        |
| 12 (태국)              | 제48회 | 4회   | 4월 4일   | 2.593%     | 2.6%        |
| 13 (칠레)              | 제49회 | 1회   | 4월 11일  | 3.626%     | 3.0%        |
| 13 (칠레)              | 제50회 | 2회   | 4월 18일  | 2.901%     | 2.9%        |
| 13 (칠레)              | 제51회 | 3회   | 4월 25일  | 3.235%     | 3.2%        |
| 13 (칠레)              | 제52회 | 4회   | 5월 2일   | 2.792%     | 2.8%        |
| 14 (남아프리카 공화국) | 제53회 | 1회   | 5월 9일   | 3.685%     | 3.4%        |
| 14 (남아프리카 공화국) | 제54회 | 2회   | 5월 16일  | 4.002%     | 3.1%        |
| 14 (남아프리카 공화국) | 제55회 | 3회   | 5월 23일  | 3.094%     | 2.6%        |
| 14 (남아프리카 공화국) | 제56회 | 4회   | 5월 30일  | 3.316%     | 2.9%        |
| 15 (네덜란드)          | 제57회 | 1회   | 6월 6일   | 4.211%     | 3.4%        |
| 15 (네덜란드)          | 제58회 | 2회   | 6월 13일  | 3.289%     | 2.9%        |
| 15 (네덜란드)          | 제59회 | 3회   | 6월 20일  | 3.068%     | 2.6%        |
| 15 (네덜란드)          | 제60회 | 4회   | 6월 27일  | 2.641%     | 2.6%        |
| 16 (캐나다)            | 제61회 | 1회   | 7월 4일   | 3.038%     | 3.0%        |
| 16 (캐나다)            | 제62회 | 2회   | 7월 11일  | 3.187%     | 3.2%        |
| 16 (캐나다)            | 제63회 | 3회   | 7월 18일  | 3.421%     | 3.4%        |
| 16 (캐나다)            | 제64회 | 4회   | 7월 25일  | 3.322%     | 3.3%        |
| 17 (호주)              | 제65회 | 1회   | 8월 1일   | 2.718%     | 2.7%        |
| 17 (호주)              | 제66회 | 2회   | 8월 8일   | 2.165%     | 2.2%        |
| 17 (호주)              | 제67회 | 3회   | 8월 15일  | 2.039%     | 2.0%        |
| 17 (호주)              | 제68회 | 4회   | 8월 22일  | 1.845%     | 1.8%        |
| 18 (5SOS)              | 제69회 | 1회   | 8월 29일  | 2.189%     | 2.2%        |
| 19 (웨일스)            | 제70회 | 1회   | 9월 5일   | 2.525%     | 2.5%        |
| 19 (웨일스)            | 제71회 | 2회   | 9월 12일  | 2.140%     | 2.2%        |
| 19 (웨일스)            | 제72회 | 3회   | 9월 19일  | 2.663%     | 3.0%        |
| 19 (웨일스)            | 제73회 | 4회   | 9월 26일  | 2.218%     | 2.3%        |
| 20 (노르웨이)          | 제74회 | 1회   | 10월 3일  | 2.809%     | 2.7%        |
| 20 (노르웨이)          | 제75회 | 2회   | 10월 10일 | 3.040%     | 2.7%        |
| 20 (노르웨이)          | 제76회 | 3회   | 10월 17일 | 3.524%     | 3.4%        |
| 20 (노르웨이)          | 제77회 | 4회   | 10월 24일 | 3.007%     | 2.9%        |
| 21 (아일랜드)          | 제78회 | 1회   | 10월 31일 | 3.386%     | 3.1%        |
| 21 (아일랜드)          | 제79회 | 2회   | 11월 7일  | 2.765%     | 2.6%        |
| 21 (아일랜드)          | 제80회 | 3회   | 11월 14일 | 2.664%     | 2.8%        |
| 21 (아일랜드)          | 제81회 | 4회   | 11월 21일 | 2.861%     | 2.5%        |
| 22 (도미니카 공화국)   | 제82회 | 1회   | 11월 28일 | 2.814%     | 2.6%        |
| 22 (도미니카 공화국)   | 제83회 | 2회   | 12월 5일  | 1.971%     | 2.1%        |
| 22 (도미니카 공화국)   | 제84회 | 3회   | 12월 12일 | 2.444%     | 2.2%        |
| 22 (도미니카 공화국)   | 제85회 | 4회   | 12월 19일 | 2.150%     | 1.9%        |
| 23 (아제르바이잔)      | 제86회 | 1회   | 12월 26일 | 2.917%     | 2.6%        |
| 23 (아제르바이잔)      | 2020년 |       |           |            |             |
| 23 (아제르바이잔)      | 제87회 | 2회   | 1월 2일   | 2.357%     | 2.4%        |
| 23 (아제르바이잔)      | 제88회 | 3회   | 1월 9일   | 2.212%     | 2.2%        |
| 23 (아제르바이잔)      | 제89회 | 4회   | 1월 16일  | 1.816%     | 1.8%        |

### 2020년
| #           | 회차   | 회차  | 방송일   | AGB 시청률 | TNmS 시청률 |
| #           | 전체   | 개별  | 방송일   | AGB 시청률 | TNmS 시청률 |
| 2시즌       | 2시즌  | 2시즌 | 2시즌    | 2시즌      | 2시즌       |
| ----------- | ------ | ----- | -------- | ---------- | ----------- |
| 24 (덴마크) | 제90회 | 1회   | 1월 23일 | 2.295%     | 2.3%        |
| 24 (덴마크) | 제91회 | 2회   | 1월 30일 | 2.646%     | 2.6%        |
| 24 (덴마크) | 제92회 | 3회   | 2월 6일  | 2.458%     | 2.5%        |
| 24 (덴마크) | 제93회 | 4회   | 2월 13일 | 2.007%     | 2.0%        |
| 25 (르완다) | 제94회 | 1회   | 2월 20일 | 2.558%     | 2.6%        |
| 25 (르완다) | 제95회 | 2회   | 2월 27일 | 3.324%     |             |
| 25 (르완다) | 제96회 | 3회   | 3월 5일  | 3.061%     |             |
| 25 (르완다) | 제97회 | 4회   | 3월 12일 | 2.663      |             |

## 같이 보기
- 러브 인 아시아
- 삼청동 외할머니
- 헬로! 이방인
- 글로벌 아빠 찾아 삼만리
- 미녀들의 수다
- 비정상회담
- 다문화 고부열전
- 이웃집 찰스
- 글로벌 남편백서 내편, 남편
- 대한외국인
- 남의 나라 살아요 - 선 넘은 패밀리